# 王体
王体（1914年11月—1990年1月23日），汉族，山西平定人，中华人民共和国政治人物。

## 生平
1914年11月，王体生于山西省平定县。1958年9月，他加入中国共产党，并于1970年4月至1977年11月出任山西省革委会副主任，并且曾是山西省革委会党的核心小组成员之一。
1973年5月至1977年11月，他被选为中共山西省委常委；同时，他也兼任山西省总工会主任，直至1977年12月离任。1982年4月至1984年12月，他担任阳泉矿务局顾问，并于1990年1月23日在阳泉逝世。
他曾经被选为中国共产党第九届中央委员会、第十届中央委员会的候补委员。